# Ridderorden in Letland
In de middeleeuwen  speelden twee militaire orden een grote rol aan de zuidkust van de Oostzee; de Orde van de Zwaardbroeders en de Duitse Orde die een ordestaat stichtte en de heidense volkeren met geweld kerstende.
Letland was later Zweeds en Russisch gebied. In deze perioden waren er geen Letse ridderorden.
In het Hertogdom Koerland bestond van 13 mei 1710 tot 1737 een Orde van de Dankbetuiging.
In 1918 maakt Letland zich voor het eerst vrij van Rusland. De republiek stichtte in 1920 een militaire orde en in 1924 en 1938 drie ridderorden.
- De Militaire Orde van Lačplēsis
- De Orde van de Drie Sterren (Triju Zvaigžņu ordenis)
- De Orde van Viestur (Viestura ordenis)
- De Orde van de Dankbetuiging (Atzinības krusts)

In 1940 annexeerde de Sovjet-Unie de drie kleine Baltische republieken. Letland werd een Sovjet-Republiek en deel van de Sovjet-Unie.
In 1990 stortte de Sovjet-Unie ineen. Letland verklaarde zich onafhankelijk en het land herstelde de drie vooroorlogse ridderorden. 